# Nematocampa brehmeata
Nematocampa brehmeata är en fjärilsart som beskrevs av Grossbeck 1907. Nematocampa brehmeata ingår i släktet Nematocampa och familjen mätare. Inga underarter finns listade i Catalogue of Life.